# Президентские выборы в Колумбии (1946)
Президентские выборы в Колумбии проходили 5 мая 1946 года. На них кандидат от Консервативной партии выступал против двух представителей либералов. Хотя в сумме два либеральных кандидата набрали больше голосов, президентом стал представитель консерваторов, получивший относительное большинство в 41,4%. Либерального кандидата Габриэля Турбая поддерживала также Коммунистическая партия.
Через два года в 1948 году один из либеральных кандидатов, лидер левого крыла партии Хорхе Эльесер Гайтан был убит, что в конечном итоге привело к десятилетней гражданской войне, известной как Ла Виоленсия.

## Результаты
| Кандидат                          | Партия                            | Голоса    | %    |
| --------------------------------- | --------------------------------- | --------- | ---- |
| Мариано Оспина Перес              | Консервативная партия             | 565 939   | 41,4 |
| Габриэль Турбай                   | Либеральная партия                | 441 199   | 32,3 |
| Хорхе Эльесер Гайтан              | Либеральная партия (диссидент)    | 358 957   | 26,3 |
| Недействительные/пустые бюллетени | Недействительные/пустые бюллетени | 177       | –    |
| Всего                             | Всего                             | 1 366 272 | 100  |
| Действительные бюллетени/Явка     | Действительные бюллетени/Явка     | 2 450 596 | 55,8 |
| Источник: Nohlen                  |                                   |           |      |